# 尾原佐七
尾原 佐七（1910年8月25日 - 没年不明）は、日本の実業家。尾原呉服店、山陰ゴム卸（株）各社長。島根県衣料品商業協同組合会理事長。島根倉庫（株）取締役、島根県信用保証協会理事。松江商工会議所常議員。松江商店会会長。旧名一義。

## 経歴
島根県松江市白潟本町出身。先代佐七の長男。旧名一義、佐七を襲名した。1935年尾原呉服店の専務となり、1947年同社長に就任した。

## 人物像
宗教は真宗。菩提寺は明宗寺。

## 家族・親族

### 尾原家

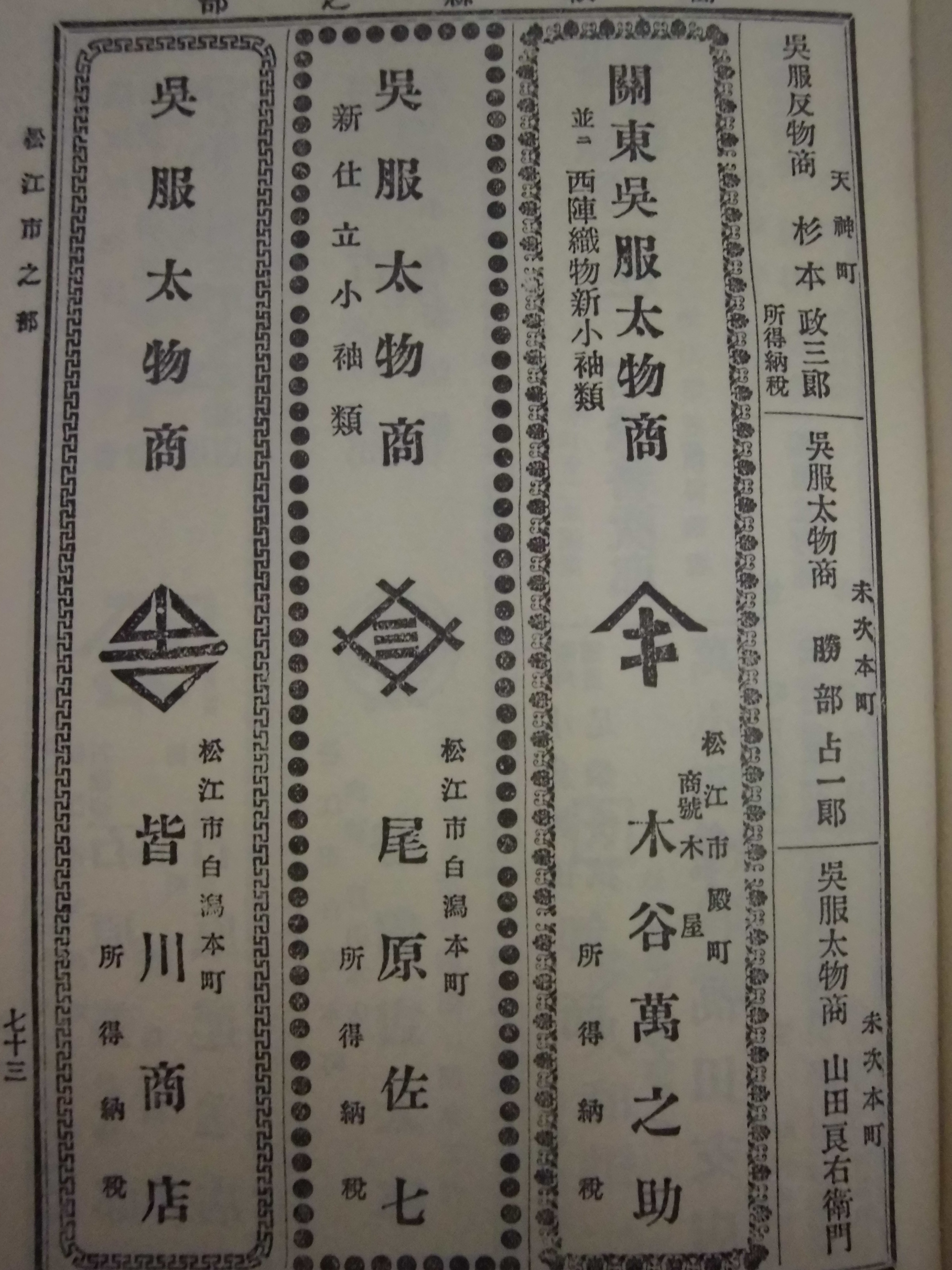
『帝国実業名鑑』

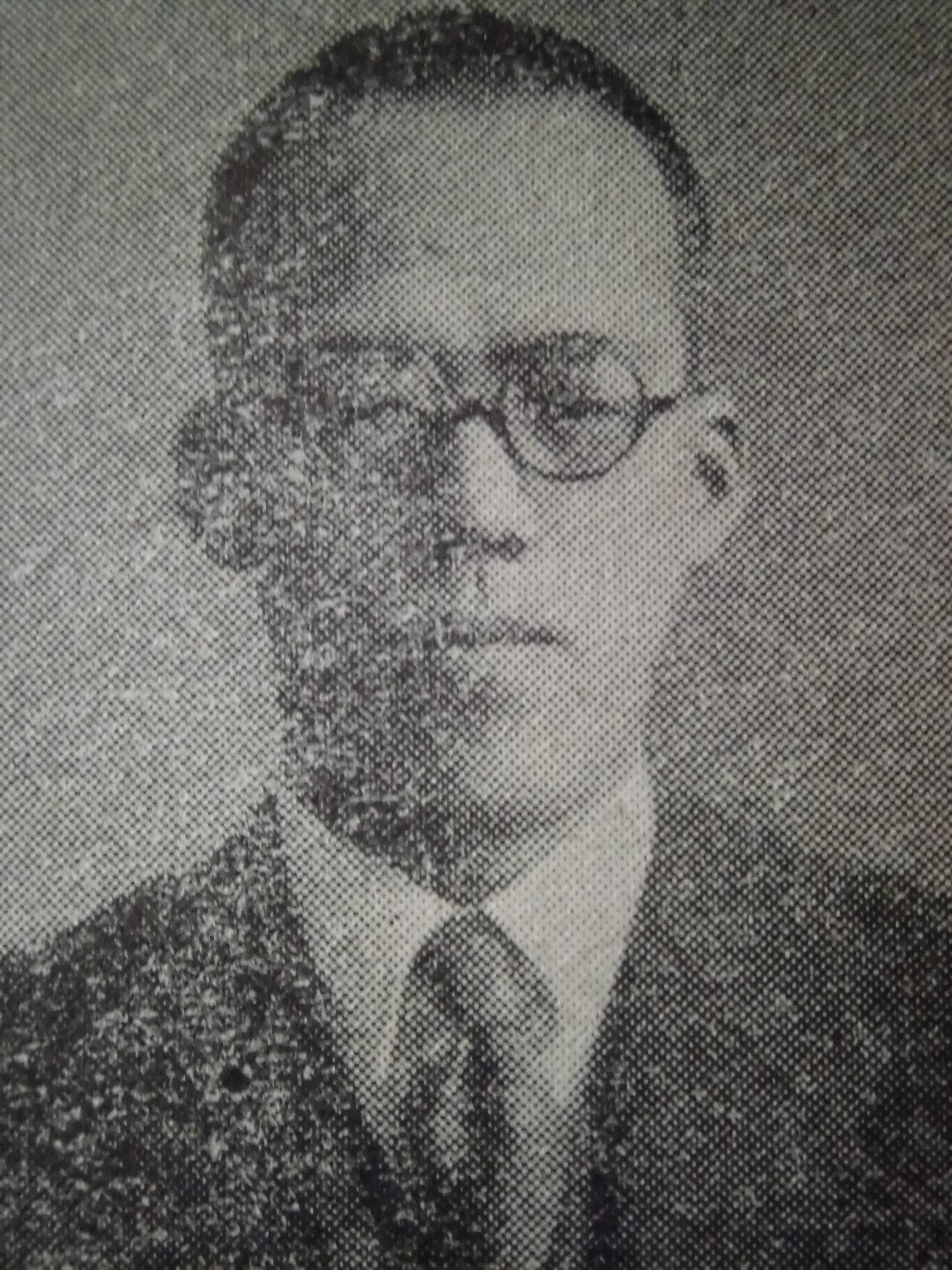
大脇英夫

（島根県松江市白潟本町）
- 曾祖父・佐七[3]

藤重の嫡男。算数の術に長じ常に勃々として経営の志あり。些少の蓄積金を以て呉服商を開始。松江市第一の大呉服商店となる。
- 祖父・佐七[2][3]（島根県平民[4]、島根県多額納税者、呉服太物商）

1862年1月生 - 没
島根県簸川郡檜山村（現出雲市）の名門田中泰蔵四男。田中和太郎の弟。1892年先代佐七の養子となり家督を相続す。呉服太物商を営み島根県多額納税者である。
- 父・佐七[2]（島根県多額納税者、呉服商[2]）

1881年12月生 - 没
島根県人松尾清三郎の三男。先代佐七の養子となる。1925年家督を相続し前名益次郎を改め襲名す。呉服商を営み松江商工会議所議員に推され県下の多額納税者にして直接国税五千二百九十三圓を納む。
- 母・クラ[2]（島根、神田新市妹[5]）
- 弟[2]
- 妹・国栄[2]（弁護士大脇英夫に嫁す[2]）
- 妻[2]
- 長女[2]
- 長男[2]

### 親戚
- 神田新市[5]（島根県多額納税者、小間物化粧品問屋業[5]）